# Francisco Andrés Lascorz Arcas
Francisco Andrés Lascorz Arcas (Monzón, Huesca, 1962) es Doctor en Estudios Humanísticos por la Universidad Rovira i Virgili de Tarragona. Licenciado en Filología Hebrea, el doctor Lascorz es un destacado investigador del patrimonio hispano-judío y presidente de la Associació de Relacions Culturals Catalunya-Israel (ARCCI).
Es presidente del Centro de Estudios de Sobrarbe (Huesca).

## Reseña biográfica
Nacido en 1962 en la localidad oscense de Monzón, aunque de raíces sobrarbesas (padre de Belsierre y de madre de Araguás), Andrés Lascorz es un historiador, escritor, conferenciante e investigador aragonés reconocido por su trabajo en la difusión del patrimonio histórico hispano-judío. Es también un activo impulsor del turismo hebreo en España, especialmente en la comarca del Sobrarbe y Aínsa, localidad con la que mantiene estrechos lazos, pues detenta la presidencia del Centro de Estudios Sobrarbeses. Entre su numerosa bibliografía destacan dos trabajos sobre las juderías de Monzón (La olvidada y La recordada) así como sobre la vida cotidiana en las juderías en varios territorios aragoneses y catalanes, además de infinidad de artículos de temática cultural e histórica relacionada con el patrimonio hispano-judío y también sobre oportunidades turísticas en torno al turismo judío y hebreo.

## Obra propia[8]
- Las comunidades judías en Sobrarbe. Comarca de Sobrabe, L'Aínsa, 2016. ISBN 978-84-608-5897-3.
- La vida cotidiana en las juderías del Cinca Medio, a través de los responsa del rabino Yishaq bar Seset. Comarca del Cinca Medio. Barbastro, 2014. ISBN 978-84-617-2659-2.
- Cultura judeocatalana. La comunitat de Tortosa. Universitat Rovira i Virgili. Tarragona, 2013
- El judaïsme a les comarques de Tarragona. Silva editorial. Tarragona, 2009. ISBN 978-84-92465-43-9.
- Introducció a la cultura hebrea. Potencialitats d’aquest mercat. Diputació de Tarragona. Tarragona, 2009.
- Puentes hacia Israel. Certeza. Zaragoza, 2007. ISBN 978-84-96219-80-9.
- La aljama judía de Monzón. La recordada. Certeza y Ayto. de Monzón. Zaragoza, 2003. ISBN 84-88269-61-7.
- La aljama judía de Monzón. La olvidada. Certeza y Ayto. de Monzón. Zaragoza, 2001. ISBN 84-88269-61-7.

## Distinciones
- Reconocimiento del embajador de Israel en España, Excmo. Sr. Don Daniel Kutner, 2019.
- Medalla de las cuatro sinagogas sefaradíes de Jerusalén, de manos del Dr. Abraham Haim en nombre de la comunidad judía sefaradí de Jerusalén, 2019.
- Reconocimiento de manos del Dr. Abraham Haim, presidente de la Junta Directiva del Consejo de la Comunidad sefardí de Jerusalén, 2018.
- Reconocimiento en la Comunidad Israelita de Barcelona por los 10 años al frente de la ARCCI, 2017.
- Recepción por el rey Felipe VI en el Palacio en acto oficial de firma de la Ley que concedía la nacionalidad a los sefardíes, 2015.
- Reconocimiento del Embajador de Israel en España, Excmo. Sr. Don Alon Bar, 2013.
- Reconocimiento de la Embajada de Israel, “Premio Samuel Hadas de amistad España-Israel”, 2012
- Medalla de las cuatro sinagogas sefaradíes de Jerusalén, de manos del Dr. Abraham Haim en nombre de la comunidad judía sefaradí de Jerusalén, 2012
- Reconocimiento de la OLEI, en Beer Sheva (Israel), 2011
- Reconocimiento de la OLEI por “crear puentes entre la diáspora e Israel”, julio de 2010
- Reconocimiento de CICLA, en Jerusalén (Israel), octubre de 2010.
- Premio Samuel Toledano, 2008.
- Profesor "Ad honorem", Universidad Rovira y Virgili.
- Representante de la Universidad Ben Gurión del Negev en España, 2011.
- Presidente de la Asociación de Relaciones Culturales Cataluña-Israel, 2007.
- Keren Kayemeth LeIsrael, en Jerusalén (Israel), 2001.